# Nuzonia atromaculata
Nuzonia atromaculata là một loài bọ cánh cứng trong họ Chrysomelidae. Loài này được Borowiec miêu tả khoa học năm 2000.